# Mellac
Mellac (bret. Mellag) – miejscowość i gmina we Francji, w regionie Bretania, w departamencie Finistère.
Według danych na rok 1990 gminę zamieszkiwały 2192 osoby, a gęstość zaludnienia wynosiła 83 osoby/km² (wśród 1269 gmin Bretanii Mellac plasuje się na 278. miejscu pod względem liczby ludności, natomiast pod względem powierzchni na miejscu 342.).